# Toijala
A partir de 1 de janeiro de 2007, Toijala se tornou parte de uma cidade chamada Akaa, cerca de 40 km ao sul de Tampere. Era conhecida como um cruzamento férreo importante, onde as ferrovias Helsinque-Tampere e Turku-Tampere se encontravam. 
Toijala está localizada na província de Finlândia Ocidental e é parte da região Pirkanmaa. O município possuia uma população de 8.305 (2004) e cobria uma área de 58,60 km² dos quais 7,72 km² era água. A densidade populacional era 163,2 habitantes por km² (2003). O município era unilinguisticamente finlandês.